# Bless The Child
"Bless The Child" je singl s albuma Century Child finskog simfonijskog metal sastava Nightwish. Dio pjesme je korišten na kineskom broadcastu na CCTV-4.